# Дактилоптены
Дактилоптены (лат. Dactyloptena) — род лучепёрых рыб семейства долгопёровых (Dactylopteridae). Морские придонные рыбы. Распространены в тропических и субтропических водах Индо-Тихоокеанской области. Максимальная длина тела представителей разных видов варьирует от 9,5 до 40 см.

## Описание
Тело массивное, удлинённое, почти квадратное в поперечном сечении, суживается к хвостовой части. Тело покрыто костной чешуёй, которая образует продольные гребни. Голова большая, заключена в костный панцирь. Межглазничное пространство широкое, вогнутое. Глаза большие. Рот маленький, полунижний с крошечными зубами (иногда зубы отсутствуют). Предкрышка с удлинённым шипом. Два спинных плавника, колючий и мягкий плавники разделены глубокой выемкой. Перед первым спинным плавником располагаются одна или две свободные колючки, первая из которых может быть на затылке. В анальном плавнике 6—7 мягких лучей. Хвостовой плавник слабовыемчатый. Грудные плавники с горизонтальным основанием, разделены на две части: передней, образованной несколькими короткими лучами, окончания которых без мембран, и задней с длинными лучами, окончания которых доходят до основания хвостового плавника. В брюшных плавниках один колючий и 4 мягких луча. Боковая линия есть или отсутствует. Плавательный пузырь разделён на две части по средней линии.

## Классификация
В состав рода включают 6 видов:
- Dactyloptena gilberti Snyder, 1909 — Дактилоптена Гильберта
- Dactyloptena macracantha (Bleeker, 1855) — Крупнопятнистая дактилоптена, или колючий долгопёр
- Dactyloptena orientalis (Cuvier, 1829) — Восточная дактилоптена, или восточная летучка
- Dactyloptena papilio Ogilby, 1910
- Dactyloptena peterseni (Nyström, 1887) — Восточный долгопёр Петерсена, или япономорский крылопёр
- Dactyloptena tiltoni Eschmeyer, 1997